# Thomas Gogois
Anaël-Thomas Gogois (Amiens, 24 giugno 2000) è un triplista francese.

## Biografia
Nato ad Amiens, si allena dall'età di 15 anni nell'atletica leggera. I primi risultati internazionali arrivano nel 2021 con il bronzo agli Europei U23 in Estonia. Nel 2024 vince la medaglia di bronzo agli Europei di Roma.

## Palmarès
| Anno | Manifestazione  | Sede      | Evento       | Risultato | Prestazione | Note                          |
| ---- | --------------- | --------- | ------------ | --------- | ----------- | ----------------------------- |
| 2017 | Mondiali U18    | Nairobi   | Salto triplo | 12º       | 14,46 m     |                               |
| 2019 | Europei U20     | Borås     | Salto triplo | 4º        | 15,84 m     |                               |
| 2021 | Europei U23     | Tallinn   | Salto triplo | Bronzo    | 16,65 m     |                               |
| 2024 | Europei         | Roma      | Salto triplo | Bronzo    | 17,38 m     | Miglior prestazione personale |
| 2024 | Giochi olimpici | Parigi    | Salto triplo | 15º (q)   | 16,77 m     |                               |
| 2025 | Europei indoor  | Apeldoorn | Salto triplo | 4ª        | 16,51 m     |                               |